# Rhopalias macracanthus
Rhopalias macracanthus är en plattmaskart. Rhopalias macracanthus ingår i släktet Rhopalias och familjen Rhopaliidae. Inga underarter finns listade i Catalogue of Life.